# Francisco Durrio de Madrón
Francisco Durrio de Madrón, beter bekend als Paco Durrio (Valladolid, 1868 - Parijs, 1940) was een Spaanse edelsmid en sierkunstenaar. Vanaf 1883 leefde Durrio vooral in Parijs en hoewel hij het grootste gedeelte van zijn leven in Frankrijk doorbracht, geldt hij als een vertegenwoordiger van de Spaanse Jugendstil. 
Op de Salon d'Automne van 1904 toonde hij met succes zijn edelsmeedwerk. 